# ارانا (بازیکن فوتبال)
ارانا (انگلیسی: Aranha؛ زادهٔ ۱۷ نوامبر ۱۹۸۰) بازیکن فوتبال اهل برزیل است.
از باشگاه‌هایی که در آن بازی کرده‌است می‌توان به باشگاه فوتبال سانتوس، باشگاه فوتبال پالمیراس، و باشگاه فوتبال اتلتیکو مینیرو اشاره کرد.